# Hormathia georgiana
Hormathia georgiana is een zeeanemonensoort uit de familie Hormathiidae.
Hormathia georgiana is voor het eerst wetenschappelijk beschreven door Carlgren in 1927.